# ممهدة

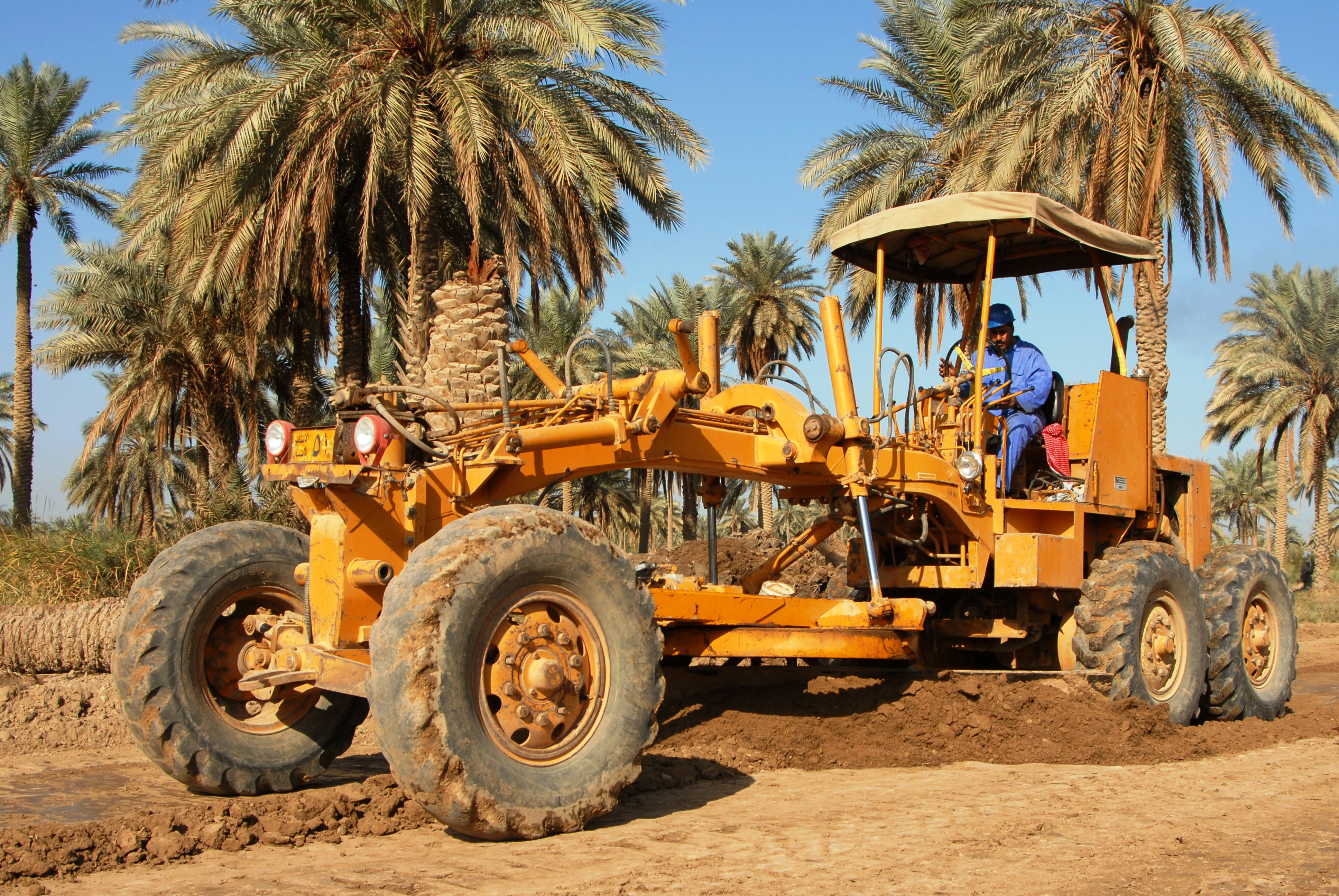
ممهدة في العراق.

المُمهِّدة (بالإنجليزية: Grader)‏ هي أحد الآليات الهندسية الثقيلة ويستخدم في الأعمال الإنشائية وأعمال الصيانة وبشكل رئيسي في أعمال تسوية التربة وإزالة الثلج.

## مجالات الاستخدام
- تمهيد السطوح وتسويتها وإعطاء المقطع الشكل المطلوب
- مزج الأتربة ومواد البناء
- صيانة الطرقات التي تستعملها آليات الورشة
- تنفيذ الميول الجانبية

## أشهر الشركات المصنعة
- شركة كاتربيلر
- كوماتسو
- ميتسوبيشي للصناعات الثقيلة

## وصلات خارجية
- A Road-Scraper That Cuts Through Snow, بوبيولار ساينس monthly, February 1919, page 26, Scanned by Google Books: http://books.google.com/books?id=7igDAAAAMBAJ&pg=PA26